# Astronidium storckii
Astronidium storckii är en tvåhjärtbladig växtart som beskrevs av Berthold Carl Seemann. Astronidium storckii ingår i släktet Astronidium och familjen Melastomataceae. IUCN kategoriserar arten globalt som nära hotad. Inga underarter finns listade i Catalogue of Life.